# To Oak Woods Bestowed
Albums de Elvenking
Heathenreel
(2001)
To Oak Woods Bestowed est une démo et la première production officielle du groupe de Folk/Power metal italien Elvenking. La démo est sortie en janvier 2000 en auto-production.
Les titres To Oak Woods Bestowed, White Willow et Oakenshield vont être ré-enregistrés pour faire partie de la liste des titres de leur premier album studio, Heathenreel.
C'est le seul album d'Elvenking dans lequel Damnagoras est à la fois chanteur et bassiste. C'est donc également l'unique album du groupe avec une formation à quatre membres seulement.

## Musiciens
- Damnagoras - Chant, Basse
- Jarpen - Guitare
- Aydan - Guitare
- Zender - Batterie

### Musiciens de session
- Pauline Tacey - Chant féminin
- Elyghen - Violon
- Paolo Giacomini - Claviers
- Umberto Corazza - Flutes

## Liste des morceaux
1. To Oak Woods Bestowed – 1:33
2. White Willow – 6:23
3. Banquet of Bards – 4:51
4. Oakenshield – 6:36
5. Under the Tree of Us'dum – 6:41